# Língua argoba
Argoba é uma língua Etiópico-Semítica falada na área nordeste de Adis Ababa pelos argobas. Faz parte das  Línguas etiópicas setentrionais, junto com a língua amárica e a gurage. O linguista britânico Edward Ullendorff observou que nos anos 60 a língua “vinha desaparecendo rapidamente diante do Amárico e que somente umas poucas centenas de essoas mais velhas ainda eram capazes de falá-la”. A língua é falada em alguns bolsões no país e apresenta pelo menos quatro dialetos regionais em Harar (extinto), Aliyu Amba, Shewa Robit e Shonke.

### Externas
- «Argobba em Omniglot»
- «Argobba em Ethnologue»
- «Argobba em Rosetta Project»